# Columbia Pictures
Pour les articles homonymes, voir Columbia.
Columbia Pictures est une entreprise américaine et l'une des plus grandes sociétés de production cinématographique. Elle a été créée en 1924, avant de devenir dans les années 1980 une filiale de Coca-Cola puis de Sony Pictures Entertainment. Son siège social se situe à Culver City, en Californie.
Parmi les grands films du studio hollywoodien, on peut citer New York-Miami (It Happened One Night, 1934) Gilda (Gilda, 1946), Sur les quais (On the Waterfront, 1954), Le Pont de la rivière Kwaï (The Bridge on the River Kwai, 1957), Lawrence d'Arabie (Lawrence of Arabia, 1962), Shampoo (1975), Rencontres du troisième type (Close Encounters of the Third Kind, 1977), Kramer contre Kramer (Kramer vs. Kramer, 1979), Le Syndrome chinois (The China Syndrome, 1979) et This Is It (Michael Jackson's This Is It, 2009).
Le logo de la compagnie représente une personnification des États-Unis, Columbia, portant une torche (évoquant ainsi la statue de la Liberté). Une idée répandue prétendait que la statue de la Columbia était représentée à l'effigie de Deborah Kerr. Bien qu'il y eût une certaine ressemblance avec la rousse actrice écossaise, il semblerait que ce soit une modèle de La Nouvelle-Orléans du nom de Jenny (ou Jennifer) Joseph, qui ait servi de modèle. On cite aussi Caja Eric comme modèle.

## Historique

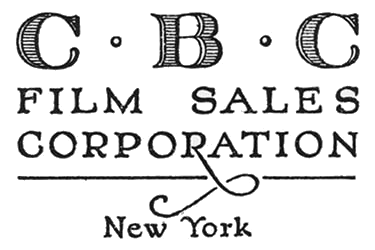
Un des premiers logo (1919-24) de Columbia Pictures, alors que la société s'appelait encore "CBC Film Sales Corporation"

La société est fondée le 19 juin 1918 par Jack Cohn (en) (1889-1956), son frère Harry (1891-1958) et Joe Brandt (en) (1882-1939), sous le nom de Cohn-Brandt-Cohn Film Sales Corporation, puis CBC Film Corporation, et s'installe dans des studios sur Sunset Boulevard.
La société est rebaptisée Columbia Pictures en 1924.
Columbia produit de nombreux films de Frank Capra et révèle l'actrice Rita Hayworth.
En 1943 Columbia produit son premier film réalisé en Technicolor : Les Desperados de Charles Vidor.
Columbia Pictures est rachetée en 1982 par The Coca-Cola Company puis en 1989 par Sony Pictures Entertainment pour 5 milliards de dollars.
En 1987, la compagnie rachète le studio TriStar Pictures.
Columbia Pictures fait partie de Sony Pictures Entertainment.